# Aschaffenburg Hauptbahnhof
Aschaffenburg Hauptbahnhof – główny dworzec kolejowy w Aschaffenburgu, w kraju związkowym Bawaria, w Niemczech. Stacja została otwarta w 1854. Według klasyfikacji Deutsche Bahn dworzec posiada 2 kategorię.

## Połączenia
- Bad Mergentheim
- Bamberg
- Crailsheim
- Darmstadt Hauptbahnhof
- Dortmund Hauptbahnhof
- Essen Hauptbahnhof
- Frankfurt (Main) Flughafen Fernbahnhof
- Frankfurt (Main) Hauptbahnhof
- Frankfurt (Main) Südbahnhof
- Garmisch-Partenkirchen
- Gemünden (Main)
- Hamburg-Altona
- Hanau Hauptbahnhof
- Heigenbrücken
- Ihringen
- Köln Hauptbahnhof
- Lohr Bahnhof
- Miltenberg
- München Hauptbahnhof
- Nürnberg Hauptbahnhof
- Obernburg-Elsenfeld
- Passau Hauptbahnhof
- Regensburg Hauptbahnhof
- Treuchtlingen
- Wien Westbahnhof
- Wiesbaden Hauptbahnhof
- Würzburg Hauptbahnhof